# Byvanck
De Bijvanck, ook: De Byvanck, is een landgoed en voormalig kasteel, ten westen van het dorp Beek in het bosgebied van Montferland, in  de Nederlandse provincie Gelderland. 

## Huis De Bijvanck
Karakteristiek is het 18e-eeuwse huis 'de Bijvanck' in het midden van het landgoed. De geschiedenis van dit landhuis gaat terug tot 1362 toen er voor het eerst geschreven werd over het goed dat dan eigendom is van Gheryt Palick van der Wilten. Het landhuis en de omliggende kasteeltuin zijn in gebruik als privéwoning en niet toegankelijk voor het publiek. Op ongeveer 300 meter afstand van het huis ligt het "Rondeel". Dit is een eiland binnen een gracht waarop in de 12e eeuw een woontoren stond. 

## Landgoed De Bijvanck
Landgoed De Bijvanck is sinds 1984 eigendom van de Vereniging Natuurmonumenten en opengesteld voor wandelaars en ruiters. Het landgoed bestaat uit naaldbos en loofbos met daartussen enkele akkers en weilanden. Karakteristiek zijn een aantal kruislings op elkaar staande lanen met bijzondere bomen. 
Het gebied ligt lager dan het nabije Bergherbos en was te nat om te ontginnen, waardoor het door de eeuwen heen als bos- en natuurterrein in stand bleef. Het natuurlijke eikenbos heeft in het voorjaar een rijke ondergroei van aronskelk, bosanemoon, dalkruid en groot heksenkruid. 
In het gebied zijn wandelpaden en ruiterpaden. Bij de "Mariabeuk" staat een gedenkteken met een houten kruis voor een gevallen familielid.

## Afbeeldingen

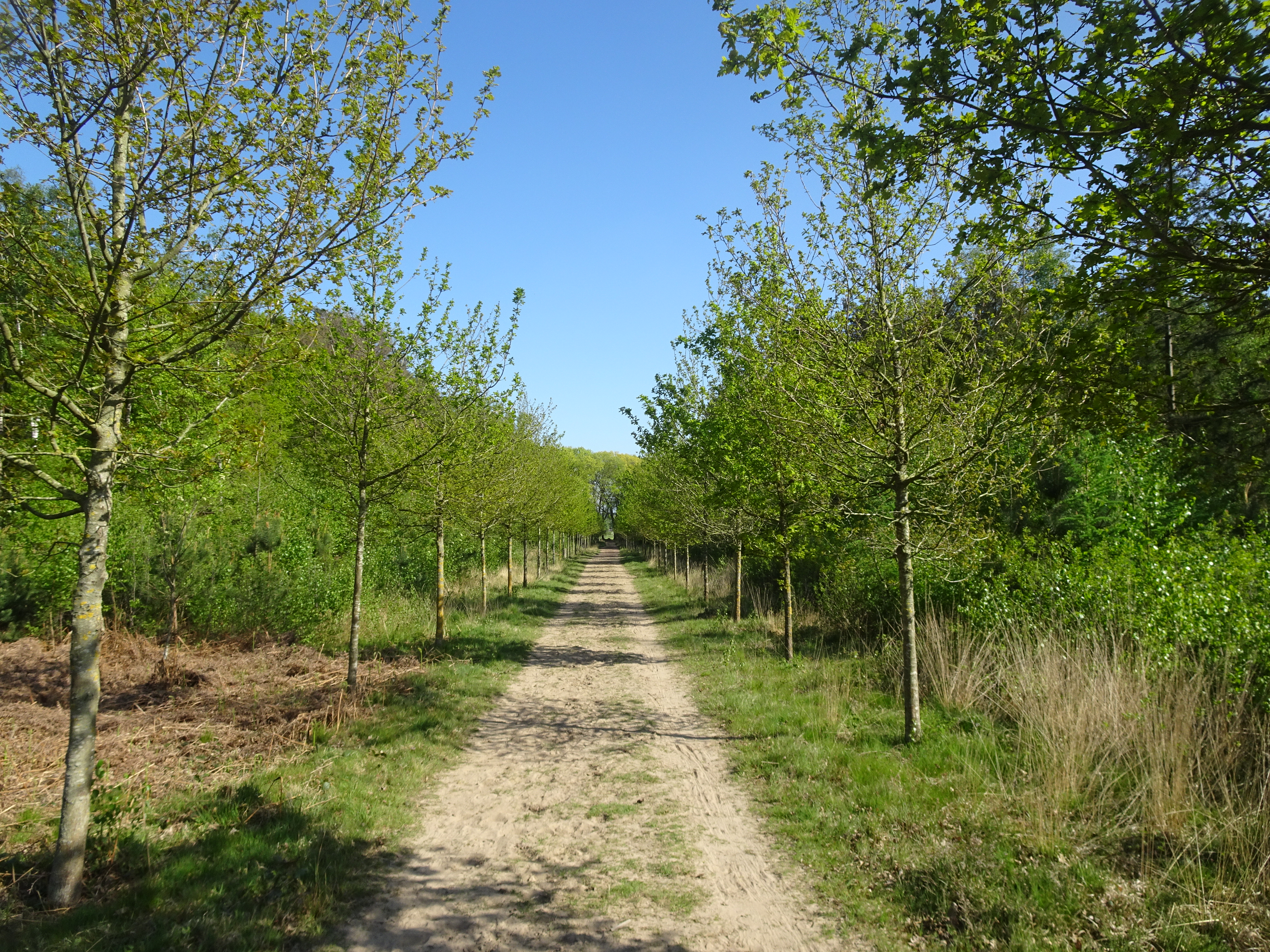
zichtas oude oprijlaan met jonge bomen
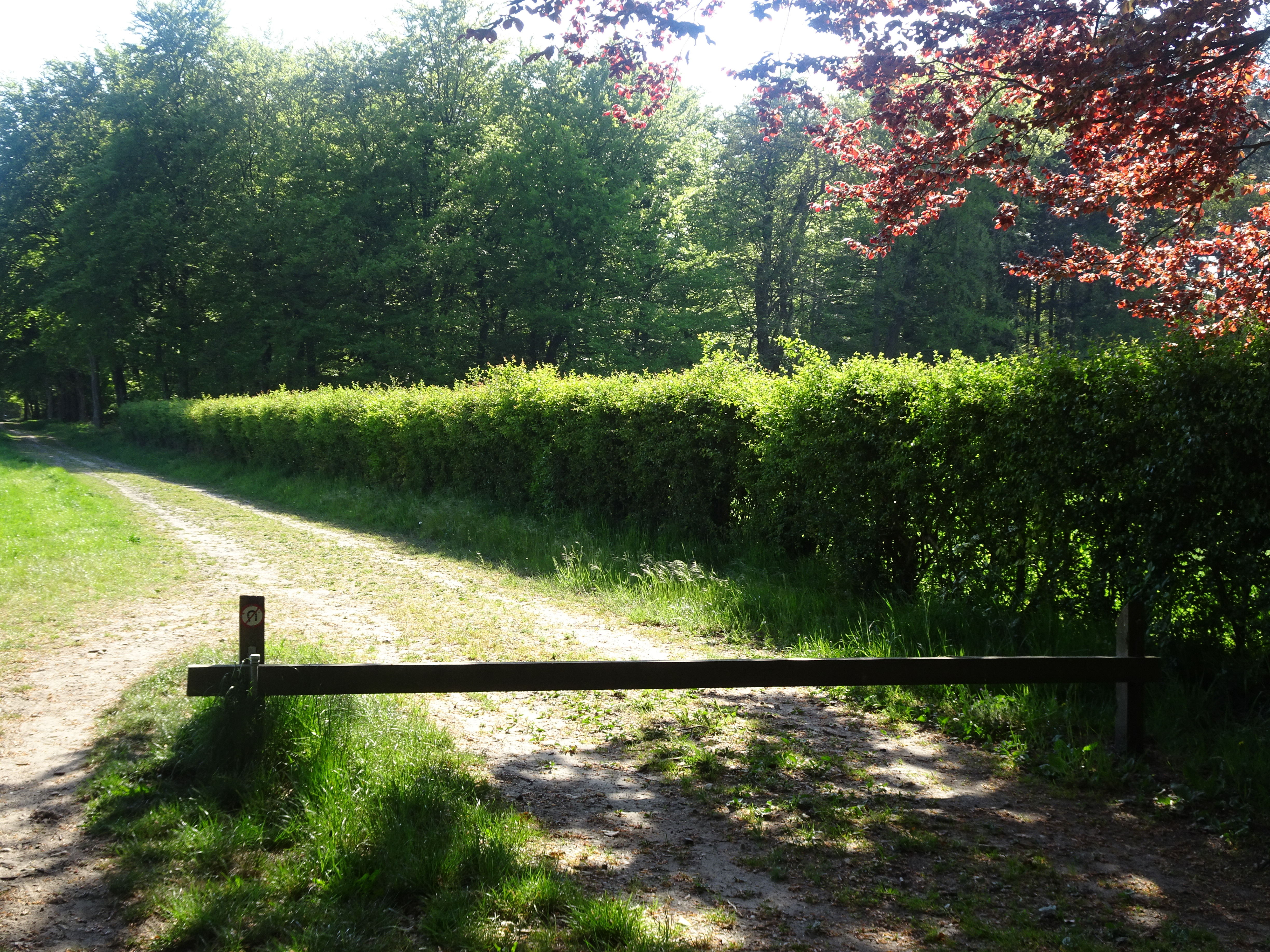
landgoed de Bijvanck toegangshek
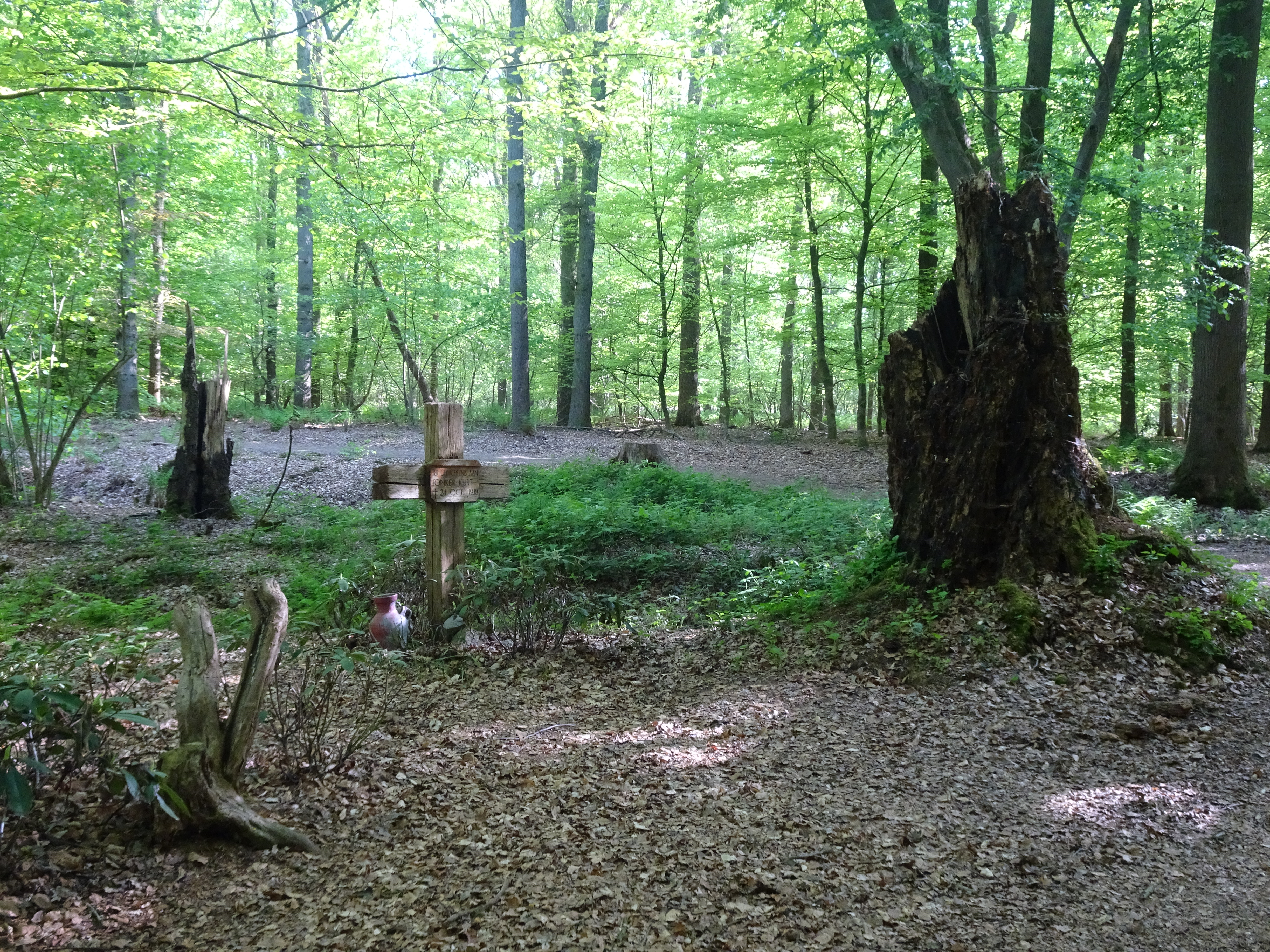
Mariabeuk
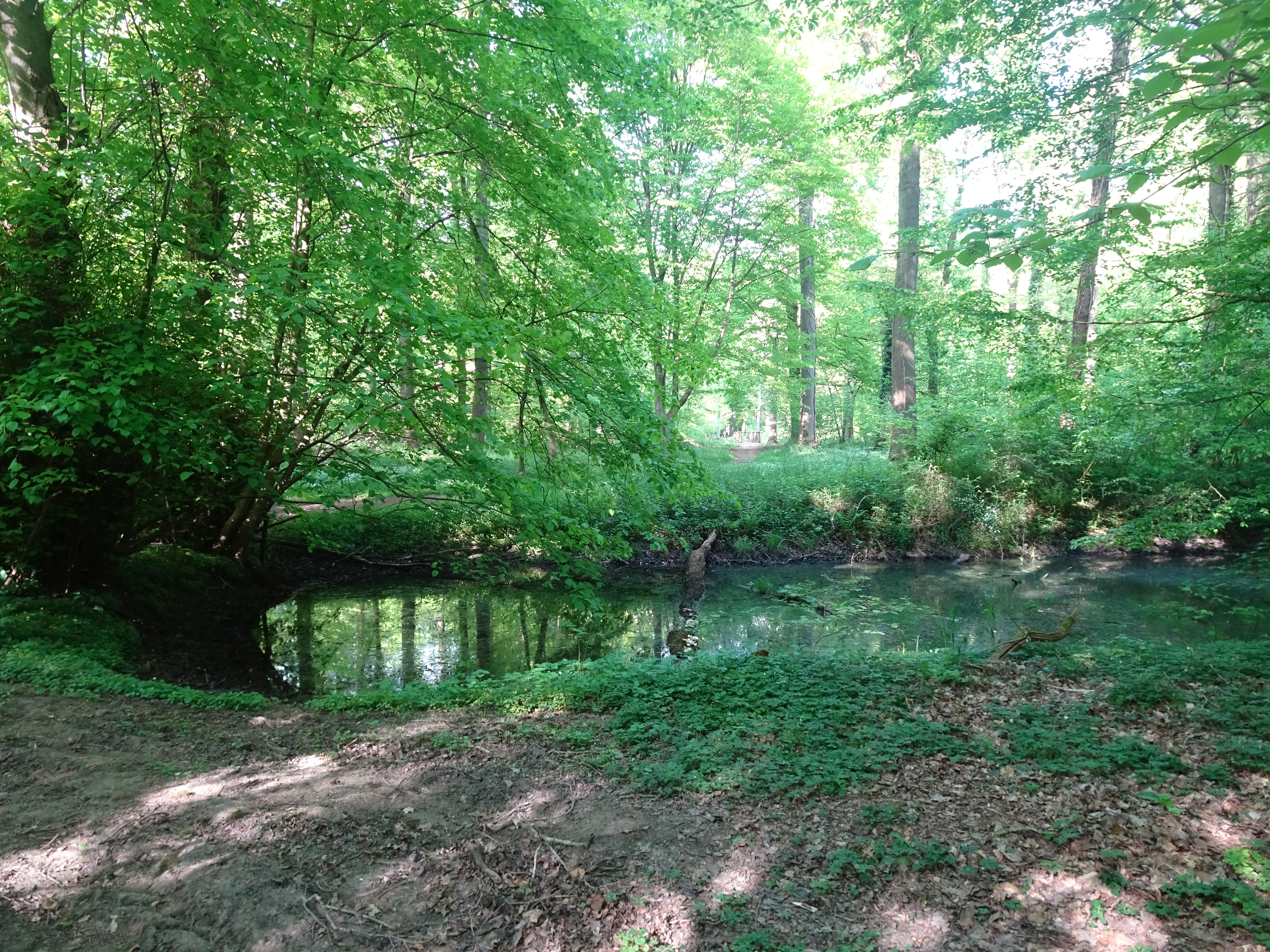
bospoel rondeel
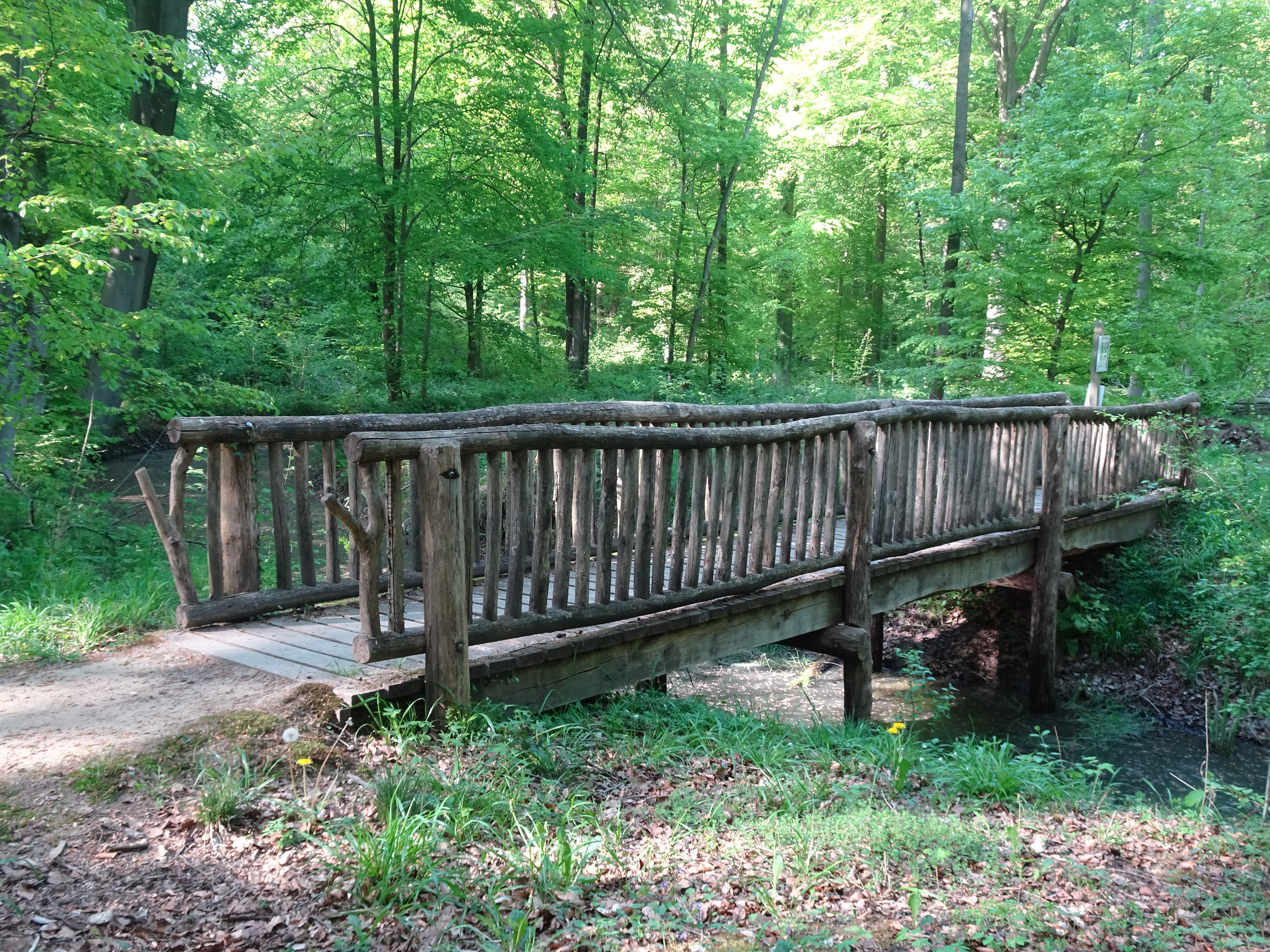
houten wandelbrug